# Libya (Geographie)

Libya in der antiken Geographie zur Zeit Herodots

Libya (Λιβύη Libye) bezeichnete in der antiken Geographie Nordafrika zwischen Aegyptus, Aithiopia und Atlantik. Das Gebiet umfasst die heutigen Staaten Marokko, Algerien, Tunesien und Libyen, dessen Name sich von Libya ableitet.
Namengebend war Libya auch für die beiden römischen Provinzen Libya superior (die Kyrenaika im östlichen Libyen) und Libya inferior (zwischen Ägypten und Kyrenaika).
Als Libyer (Λίβυες Libyes) bezeichnete Bewohner dieses ausgedehnten und etwas unbestimmten Gebietes tauchen in antiken Berichten sowohl als Nachbarn der Karthager als auch der Ägypter auf, so zum Beispiel die Garamanten, deren Nachfahren die heute in der Sahara lebenden Tuareg sein sollen. Weitere bei Herodot erwähnte Stämme waren die Nasamonen, Gindanen, Lotophagen, Machlyer, Maxyer, Maker – allesamt nomadisierende Hirtenvölker.
Von den Römern und Byzantinern wurden auch maurische und numidische Auseer, Gerawa, Gaetuler, Massäsylier und Massylier zu den Libyern gezählt. Später zählten Byzantiner und Araber auch die Stämme der Hawwara, Kutama, Zenata, Luwata, Matjara, Matmata, Nefzawa, Mazata, Sanhadscha und Wartadschdschuma zu den Libu-Berbern. Luwata ist ein Berberwort für „Libyer“.